# Gaspeldoornkokermot
De gaspeldoornkokermot (Coleophora albicosta) is een vlinder uit de familie kokermotten (Coleophoridae). De wetenschappelijke naam is voor het eerst geldig gepubliceerd in 1828 door Haworth.
De soort komt voor in Europa.